# Rainer Hanschke
Rainer Hanschke (Finsterwalde, Alemania,22 de diciembre de 1951) es un gimnasta artístico alemán, que compitió representado a Alemania del Este, consiguiendo ser medallista olímpico de bronce en 1976 en el concurso por equipos.

## 1974
En el Mundial de Varna 1974 gana el bronce en el concurso por equipos, tras Japón y la Unión Soviética, siendo sus compañeros: Wolfgang Thüne, Bernd Jäger, Wolfgang Klotz, Lutz Mack y Olaf Grosse.

## 1976
En los JJ. OO. de Montreal gana la medalla de bronce en el concurso por equipos —tras Japón (oro) y la Unión Soviética—; sus compañeros de equipo eran: Lutz Mack, Bernd Jager, Wolfgang Klotz, Roland Brückner, y Michael Nikolay.